# Donju
Les Donju (en chosŏn'gŭl : 돈주 est un mot composé de l'argent (돈) et du propriétaire (주)), connu en français sous le nom de maîtres de l'argent, forment une classe sociale capitaliste émergente en Corée du Nord. Ils peuvent être comparés aux nouveaux riches ou à une classe moyenne nord-coréenne.
Ils font leur apparition lors des changements économiques majeurs qui ont suivi la famine nord-coréenne des années 1990. Les Donju sont des financiers jouant un rôle important dans l'économie nord-coréenne en tant que prêteurs de fonds. Leur pouvoir économique provient de leurs réserves de devises étrangères et de leur capacité à prêter cet argent à la Banque centrale, aux entreprises d'État, aux projets d'infrastructure et aux particuliers. Bien que leur existence soit tolérée en raison de leur importance économique, les Donju opèrent dans une zone grise législative et ne bénéficient d'aucun statut officiel ni de droits légalement codifiés.
Les Donju sont généralement définis comme des citoyens nord-coréens disposant de liquidités importantes, généralement comprises entre 50 000 USD et 1 000 000 USD selon leur région de résidence,. Le terme est principalement utilisé pour identifier ceux qui font fructifier leurs avoirs grâce à des activités de financement.
Cependant, après 2021, l'État a commencé à réprimer le donju, dans le cadre d'une politique visant à éliminer les « éléments antisocialistes »,,.

## Histoire
Les Donju font leur apparition lors de la famine nord-coréenne. Devant l'effondrement du système économique et de distribution pour assurer leur survie, les citoyens nord-coréens se lancent dans une économie de marché. Il s'agit du premier changement économique fait par la population plutôt que l'État dans l'histoire de la Corée du Nord.
Les Donju naissent principalement des retombées d'activités d'import-export en Chine. Les premiers Donju sont des habitants des provinces limitrophes de la Chine. Ils ont la possibilité, malgré son illégalité, de traverser en Chine pour créer des liens économiques. La proximité avec le pays leur permet de communiquer à l'aide de téléphones chinois avec leurs partenaires d'affaires. En se procurant des biens chinois, ils injectent des produits de consommation et des devises étrangères dans l'économie nord-coréenne. Éventuellement, d'autres générations de Donju se forment. Des citoyens de villes loin de la frontière sino-coréenne s'enrichissent grâce aux commerces dans la nouvelle économie de marché et à des pratiques usurières.
En 2002, les ajustements économiques faits par Kim Jong Il officialisent l'existence des marchés. Les Donju ne sont toujours pas reconnus, mais profitent des ajustements.
Graduellement, les Donju font leur place dans l'économie officielle. Posséder une entreprise privée est un délit puni par l'article 114 du Code pénal et peut entraîner jusqu'à deux ans dans un camp de travail, donc les Donju doivent opérer sous une façade étatique. Ils travaillent pour des organisations étatiques ou exploitent des commerces sous la bannière d'une entreprise d'État. Par exemple, un Donju investit et gère un restaurant qui opère sous le nom d'une entreprise d'État. Il retire le profit et donne une quote-part à l'entreprise. Ce système illégal est aussi reconnu pour être prompt à la corruption.
En 2014, Kim Jong Un introduit des réformes législatives radicales aux opérations des entreprises et des fermes collectives d'état. Les lois augmentent l'autonomie des entreprises et légalisent partiellement certaines activités des Donju. Les entreprises peuvent emprunter de l'argent aux particuliers, embaucher des travailleurs, fixer les salaires et fixer le prix de la production des prêts octroyés aux Donju au taux du marché. Les responsabilités et droits des Donju, qui sont pris en charge par les organisations étatiques pour gérer diverses entreprises, ne sont pas légalement codifiés.
À partir de 2021, il a été signalé que les donju sont en faillite en raison des mesures de répression du gouvernement et de la recentralisation de l'économie, on ne sait pas exactement dans quelle mesure ils ont été touchés, mais l'intention de l'État est claire.

## Effet économique
Les Donju exploitent et représentent une zone grise dans l'économie nord-coréenne. Les lois sur les entreprises privées restreignent fortement leur existence, mais ils sont tolérés dans plusieurs domaines financiers en raison de leur importance. Ils n'ont pas de statut officiel et leurs droits ne sont pas officiellement définis, même si un espace législatif a été créé pour leur permettre de travailler. Cette particularité législative crée des dynamiques économiques particulières.
Les Donju sont essentiellement des prêteurs d'argent agissant dans un système financier déréglementé. Ils proposent de nombreux produits financiers, tels que l'assurance de biens ou le transfert d'argent, à des taux usuraires (20% à 30%). Ils investissent dans des projets étatiques contre une part de profit pouvant aller jusqu'à 50%.
Les Donju remplissent des fonctions traditionnellement assurées par l'État. La Corée du Nord est basée sur une économie communiste dans laquelle les banques n'ont pas à prêter aux individus, car ils n'ont en principe pas besoin de prêts. Cependant, depuis la fin des années 90, une partie de l'économie s'est libéralisée et les commerçants doivent obtenir des prêts. Les Donju sont la seule alternative à leur disposition.
Le gouvernement nord-coréen doit coopérer avec les Donju pour obtenir le financement nécessaire à la réalisation de projets, tant en matière de macroéconomie que de microéconomie. Cependant, les politiques économiques mises en place par le gouvernement, comme les restrictions sur l'utilisation des téléphones cellulaires, les voyages en Chine ou les permis d'entreprises, perturbent les activités des Donju.
De plus, la coexistence de l'économie grise et planifiée est défaillante. L'un des principaux effets négatifs des Donju est l'immobilisation de leurs liquidités. Selon certaines estimations, ils détiendraient 12 milliards de dollars américains, une somme considérable pour l'économie nord-coréenne. Leur pouvoir de facto discrétionnaire sur leurs avoirs crée un paradoxe : d'une part, l'État veut que l'argent circule pour stimuler l'économie, mais d'autre part, les politiques économiques mises en place par l'État pour faire circuler l'argent des Donju les découragent, faute de confiance, à participer à ces politiques. De plus, la Corée du Nord ne perçoit pas de taxes, en raison de son idéologie économique, ce qui est pourtant un outil économique stable et prévisible. Elle privilégie des politiques financières prédatrices qui accentuent la perte de confiance et immobilisent davantage l'argent des Donju.
Bien que les Donju soient présents dans l'économie coréenne, leur pouvoir total est limité. Le pays a toujours une économie planifiée dysfonctionnelle, dont cette nouvelle classe sociale tire profit tout en corrigeant ses défaillances. Kim Jong Un privilégie un resserrement du contrôle de l'économie de marché plutôt qu'une libéralisation de l'économie. Les Donju pourraient être cooptés dans l'économie officielle plutôt que de voir l'économie grise être légitimée.

## Effet politique
Les Donju sont des nouveaux riches qui apportent avec eux une certaine libéralisation relative des mœurs. Avant la famine, l'économie nord-coréenne était une des moins monétisées au monde. L'argent n'avait aucune fonction puisque tout était distribué par l'État et donc les biens de consommation étaient gérés par le régime. Après la famine, la croissance du commerce privé et de la monétisation de l'économie a apporté des biens de consommation, mais aussi de l'information étrangère. Les Donju sont à l'avant-plan de ce consumérisme. Ils sont les premiers à avoir atteint une classe sociale respectée sans passer par le système étatique exigeant loyauté à l'État et au Parti. Ils ne sont pas une classe subversive, mais ils sont porteurs de changements sociaux que l'État ne peut stopper.De nos jours, les Donju sont l'expression d'une classe moyenne en essor.

Politiquement, les Donju sont à la fois une menace pour Kim Jong un et un allié économique important. D'une part, ils sont l'incarnation du libéralisme politique et économique qui amoindrit le pouvoir du régime sur la société. De l'autre part, ils sont les vecteurs de croissance économique que Kim Jong un promet à sa population. L'équilibre du système politique crée un espace de coexistence entre les Donju, qui voient leur croissance être stoppée, et Kim Jong-un qui ne veut pas libéraliser son économie. L'existence des Donju est assurée par le système actuel, une trop grande libéralisation pourrait compromettre leur existence. Idem pour Kim Jong-un. L'échec des deux parties est leur succès